# Achaearanea blattea
Achaearanea blattea är en spindelart som först beskrevs av Arthur Urquhart 1886.  Achaearanea blattea ingår i släktet Achaearanea och familjen klotspindlar. Inga underarter finns listade i Catalogue of Life.